# Zhang Lei (cyclisme)
Dans ce nom chinois, le nom de famille, Zhang, précède le nom personnel.
Pour les articles homonymes, voir Zhang Lei.
Zhang Lei (né le 4 avril 1981) est un coureur cycliste chinois. Champion d'Asie de vitesse par équipes en 2005, 2006, 2007, 2010, 2011 et 2012, il a représenté la Chine aux Jeux olympiques de 2008 et de 2012.

## Palmarès

### Jeux olympiques
- Pékin 2008
  - 9e de la vitesse par équipes
  - 16e de la vitesse individuelle
- Londres 2012
  - 6e de la vitesse par équipes

### Championnats du monde
- Pruszków 2009
  - 9e de la vitesse individuelle
  - 9e de la vitesse par équipes
- Copenhague 2010
  - 4e de la vitesse par équipes
  - 9e de la vitesse individuelle
- Apeldoorn 2011
  - 8e de la vitesse par équipes
  - Seizième de finale de la vitesse individuelle
- Melbourne 2012
  - 5e de la vitesse par équipes
  - 33e de la vitesse individuelle
- Minsk 2013
  - 8e de la vitesse par équipes

### Coupe du monde
- 2008-2009
  - 2e de la vitesse individuelle à Pékin
- 2009-2010
  - 1er de la vitesse par équipes à Pékin (avec Cheng Changsong et Zhang Miao)
- 2010-2011
  - 3e de la vitesse par équipes à Pékin
- 2011-2012
  - 2e de la vitesse individuelle à Pékin
  - 2e de la vitesse par équipes à Pékin

### Championnats d'Asie
- Ludhiana 2005
  -  Médaillé d'or de la vitesse par équipes
  -  Médaillé d'argent de la vitesse individuelle
  -  Médaillé de bronze du keirin
- Kuala Lumpur 2006
  -  Médaillé d'or de la vitesse par équipes
  -  Médaillé d'argent de la vitesse individuelle
- Bangkok 2007
  -  Médaillé d'or de la vitesse par équipes
- Charjah 2010
  -  Médaillé d'or de la vitesse par équipes
- Nakhon Ratchasima 2011
  -  Médaillé d'or de la vitesse par équipes
- Kuala Lumpur 2012
  -  Médaillé d'or de la vitesse par équipes
  -  Médaillé de bronze de la vitesse individuelle

### Jeux asiatiques
- Doha 2006
  -  Médaillé d'argent de la vitesse par équipes
- Guangzhou 2010
  -  Médaillé d'or de la vitesse par équipes (avec Zhang Miao et Cheng Changsong)
  -  Médaillé d'or de la vitesse individuelle